# Farranula rostrata
Farranula rostrata är en kräftdjursart som först beskrevs av Claus 1863.  Farranula rostrata ingår i släktet Farranula och familjen Corycaeidae. Inga underarter finns listade i Catalogue of Life.